# Contea di Mackinac
La contea di Mackinac, in inglese Mackinac County, è una contea dello Stato del Michigan, negli Stati Uniti. La popolazione al censimento del 2000 era di 11 943 abitanti. Il capoluogo di contea è St. Ignace.